# Liste von Brücken in Hamburg/F

## F
| Foto | Name, Kurzbeschreibung | Nutzung         | (Erst)Bau | Stadtteil, Lage                                            |
| ---- | --- | --------------- | --------- | ---------------------------------------------------------- |
|      | Fährbrücke Über diese 21 m lange Bogenbrücke quert die Fährhausstraße in Uhlenhorst den Hofwegkanal. | Straße          |           | Uhlenhorst (53° 34′ 33″ N, 10° 0′ 52″ O)                   |
|      | Fährhausbrücke verbindet für Fußgänger die Straßen Tewessteg und Winterhuder Quai über der Alster | Fußgängerbrücke |           | Eppendorf, Winterhude (53° 35′ 37″ N, 9° 59′ 35″ O)        |
|      | Fährstraßenbrücke führt im Zuge der Fährstraße über den Kleinen Kanal, der den Veringkanal mit dem Ernst-August-Kanal verbindet | Straße          |           | Wilhelmsburg (53° 31′ 1″ N, 9° 58′ 55″ O)                  |
|      | Feenteichbrücke von Franz Andreas Meyer erbaute Bogenbrücke in Steinkonstruktion mit kunstvoll gestalteten Brüstungen und spitzbogenartigen Ausnehmungen. Die Feenteichbrücke überspannt die Verbindung zwischen Feenteich und Außenalster. Die Brücke steht unter Denkmalschutz. | Straße          | 1884      | Uhlenhorst (53° 34′ 19″ N, 10° 0′ 32″ O)                   |
|      | Fernsichtbrücke Bogenbrücke aus Ziegelstein, die von Fritz Schumacher errichtet wurde und den Rondeelkanal am nördlichen Ufer der Außenalster überspannt, der diese mit dem Rondeelteich verbindet.                                                                               | Straße          | 1927/28   | Winterhude (53° 34′ 51″ N, 10° 0′ 10″ O)                   |
|      | Feuerbergstraßenbrücke Eine Straßenbrücke, die im Stadtteil Ohlsdorf über die Schienen der S1 führt. | Straße          |           | Alsterdorf, Ohlsdorf (53° 36′ 48″ N, 10° 1′ 51″ O)         |
|      | Finkenwerder Brücke (F312) Brücke im Zuge der Finkenwerder Straße, im System der Autobahnausfahrt Waltershof | Straße          |           | Waltershof (53° 30′ 50″ N, 9° 54′ 37″ O)                   |
|      | Finkenwerder Ringbrücke-Ost (F348) führt im Zuge des Finkenwerder Ring über Bahngleise und läuft im Kreuzungsbereich Finkenwerder Straße und Dradenaustraße, im System der Autobahnausfahrt Waltershof                                                                            | Straße          |           | Waltershof, Altenwerder (53° 30′ 49″ N, 9° 54′ 44″ O)      |
|      | Finkenwerder Ringbrücke-Süd (F347) führt im Zuge des Finkenwerder Ring über Bahngleise, im System der Autobahnausfahrt Waltershof | Straße          |           | Waltershof, Altenwerder (53° 30′ 44″ N, 9° 54′ 35″ O)      |
|      | Finkenwerder Ringbrücke-West (F346) führt im Zuge des Finkenwerder Ring über Bahngleise und mündet in der Finkenwerder Straße, im System der Autobahnausfahrt Waltershof | Straße          |           | Waltershof, Altenwerder (53° 30′ 47″ N, 9° 54′ 26″ O)      |
|      | Freihafenelbbrücke Norderelbbrücke im ehemaligen Freihafenbereich; zweigeschossige Stahlkonstruktion, das obere Stockwerk war für eine U-Bahn-Strecke zur Veddel vorgesehen, das wurde aber nie realisiert. Die Brücke steht unter Denkmalschutz.                                 | Straße          | 1926      | HafenCity, Kleiner Grasbrook (53° 31′ 59″ N, 10° 1′ 20″ O) |
|      | Friedrichsberger Brücke Über diese Brücke quert die Friedrichsberger Straße die Wandse im Stadtteil Barmbek-Süd. Die Brücke steht unter Denkmalschutz. | Straße          |           | Barmbek-Süd (53° 34′ 24″ N, 10° 3′ 0″ O)                   |
|      | Friedrichsbrücke Die Brücke führt über den Schleusengraben und verbindet den Kampdeich mit der Dietrich-Schreyge-Straße | Fußgängerbrücke | 1964      | Bergedorf (53° 29′ 11″ N, 10° 12′ 26″ O)                   |

- Karte mit allen Koordinaten:
- OSM |
- WikiMap